# Tepeu
Tepeu var en av två preexistenta andeväsen i mytologin hos mayafolket i Mesoamerika. Hos mayafolket betraktades Tepeu och Gucumatz som anfäder och man sade att det var de som hade skapat allt; dock med vissa förhinder i att finna lämpligt råmaterial till dugliga människor. Först med majs hade de framgång.